# Rheydt
Rheydt je čtvrť města Mönchengladbach, které se nachází v Severním Porýní-Vestfálsku v Německu. Původní město Rheydt bylo v roce 1918 přičleněno k blízkému městu Mönchengladbach, ale v roce 1933 se z iniciativy Josepha Goebbelse město osamostatnilo a roku 1975 znovu přičlenilo k Mönchengladbachu. Ve čtvrti se nachází jeden z nejlépe zachovaných renesančních zámků Schloss Rheydt.

## Významní obyvatelé
- Hugo Junkers (1859–1935), letecký konstruktér
- Joseph Goebbels (1897–1945), nacistický ministr národní osvěty a propagandy
- Wilhelm Schmitter (1913–1943), pilot Luftwaffe
- Ruth Lommel (1918–2012), herečka
- Herbert Huppertz (1919–1944), německé letecké eso